# Petoro
Petoro er et norsk statslig aktieselskab med ansvar for at varetage de forretningsmæssige forhold knyttet til statens direkte økonomiske engagement i olie og gasudvinding på norsk kontinentalsokkel, og overvåger også Statoils produktion på vegne af staten.
Bente Rathe var formand i Petoro i perioden 2002–2007.
Selskabet blev stiftet 9. maj 2001.